# Os 13 Fantasmas do Scooby-Doo
Os Treze Fantasmas do Scooby-Doo (no original, The 13 Ghosts of Scooby-Doo) é a sétima encarnação da série animada Scooby-Doo da Hanna-Barbera, que apareceu pela pela primeira vez na série original “Scooby-Doo, Where Are You?”, de 1969. Foi uma minissérie de 13 episódios, que foram originalmente exibidos, semanalmente aos sábados pela manhã entre 07 de setembro e 06 de dezembro de 1985 na ABC como um programa de meia hora. A série substituiu Scary Scooby Funnies, um reempacotamento de shows anteriores; outra série reembalada, Mystery Funhouse de Scooby, foi seguida. A série também foi ao ar em reprises no USA Network na década de 1990, no Cartoon Network, e de vez em quando no canal irmão do Cartoon Network, Boomerang, até 2014. A série inteira também está disponível no serviço de streaming Boomerang.
O primeiro também a introduzir um arco de história, embora nunca tenha terminado durante sua execução original devido ao cancelamento, Os 13 Fantasmas de Scooby-Doo mostrava Scooby, Salsicha, Daphne, Scooby-Loo e Flim-Flam atrás de 13 demônios poderosos, com ajuda do mago Vincent Van Doido (Van Goughl, no original), não contando com a presença de Fred e Velma.
No Brasil, o desenho foi exibido em VHS em 1993 e 1994, depois foi exibido pelo SBT em 1995 e 2011 no bloco Bom Dia & Cia.
Em Portugal, foi exibido pelo Canal 1 em 1992 e 1993, depois foi exibida pela SIC em 1994 no bloco Buéréré. Atualmente, foi exibido pelo Cartoon Network em 2005/2013.
Em 2019, Warner Bros. Animation lançou diretamente em vídeo o filme de animação de Scooby e seus amigos uma continuação dos episódios de 1985. Chamada de Scooby-Doo! and the Curse of the 13th Ghost (Scooby-Doo! e a maldição do 13º fantasma) e mostra a turma da Mistério S.A. se reencontrando com Vincent Van Ghoul, que os envolve em uma missão para reencontrar o 13° fantasma, fazendo-os voltarem a ativa após serem obrigados a parar por serem responsáveis pela prisão de um inocente.

## Elenco

### Vozes (EUA)
- Don Messick… Scooby Doo
- Lennie Weinrib… Scooby-Loo
- Casey Kasem… Salsicha
- Heather North… Daphne
- Pat Stevens… Velma
- Frank Welker… Fred
- Vincent Price… Vincent Van Ghoul (no Brasil, Vincent Van Doido)

### Os 13 Fantasmas de Scooby-Doo
- Estúdio: Herbert Richers
- Scooby-Doo: Orlando Drummond
- Scooby-Loo: Cleonir dos Santos
- Salsicha Rogers: Orlando Prado
- Daphne Blake: Mônica Rossi

## Episódios Exibidos
1. Para Todos os Fantasmas Que Já Amei
2. O Grande Mágico (Fantasma: Maldor, O Malévolo)
3. Eu e Minha Sombra Fantasma (Fantasma:Rainha Morbidia)
4. Pra Lá de Marrakesh  (Fantasma:Espectro Refletor, Demônio do Espelho)
5. Diversão Monstruosa (Fantasma:Zomba)
6. Navio de Fantasmas (Fantasma: Capitão Ferguson)
7. O Pequeno Monstro (Fantasma: Nekara)
8. Bruxarias (Fantasma: Marcela)
9. O Maravilhoso Scooby (Fantasma: Time Slime)
10. Scooby Na Quaqualândia (Fantasma: Demondo)
11. Fantasmas de Longa Distância (Fantasma: Rankor)
12. O Show Mais Fantasmagórico da Terra (Fantasma: Professor Phantazmo)
13. Horror Na TV (Fantasma: Zimbulu)